# Auguste Van Lokeren
Auguste Van Lokeren (Gent, 4 juni 1799 - aldaar, 9 december 1872) was een Belgisch liberaal politicus.

## Levensloop
Van Lokeren promoveerde in 1821 aan de Gentse universiteit tot doctor in de rechten. Hij was kort actief als advocaat en in de magistratuur, maar kon dankzij het familiefortuin al vroeg gaan rentenieren. Hij zette zich in voor het onroerend erfgoed in Gent, en redde zo onder meer de ruïnes van de Sint-Baafsabdij. Hij wordt er nog steeds met een gedenkplaat herdacht. 
Hij zetelde vanaf 1842 ook als liberaal in de Gentse gemeenteraad. In 1848 werd hij schepen van Onderwijs en van Schone Kunsten. Het openbaar onderwijs kende onder zijn bewind een grote bloei. In 1854 verdween hij uit de gemeenteraad, en legde zich weer volledig toe op zijn historische interesses.